# Wilhelm Schrader (Heimatdichter)

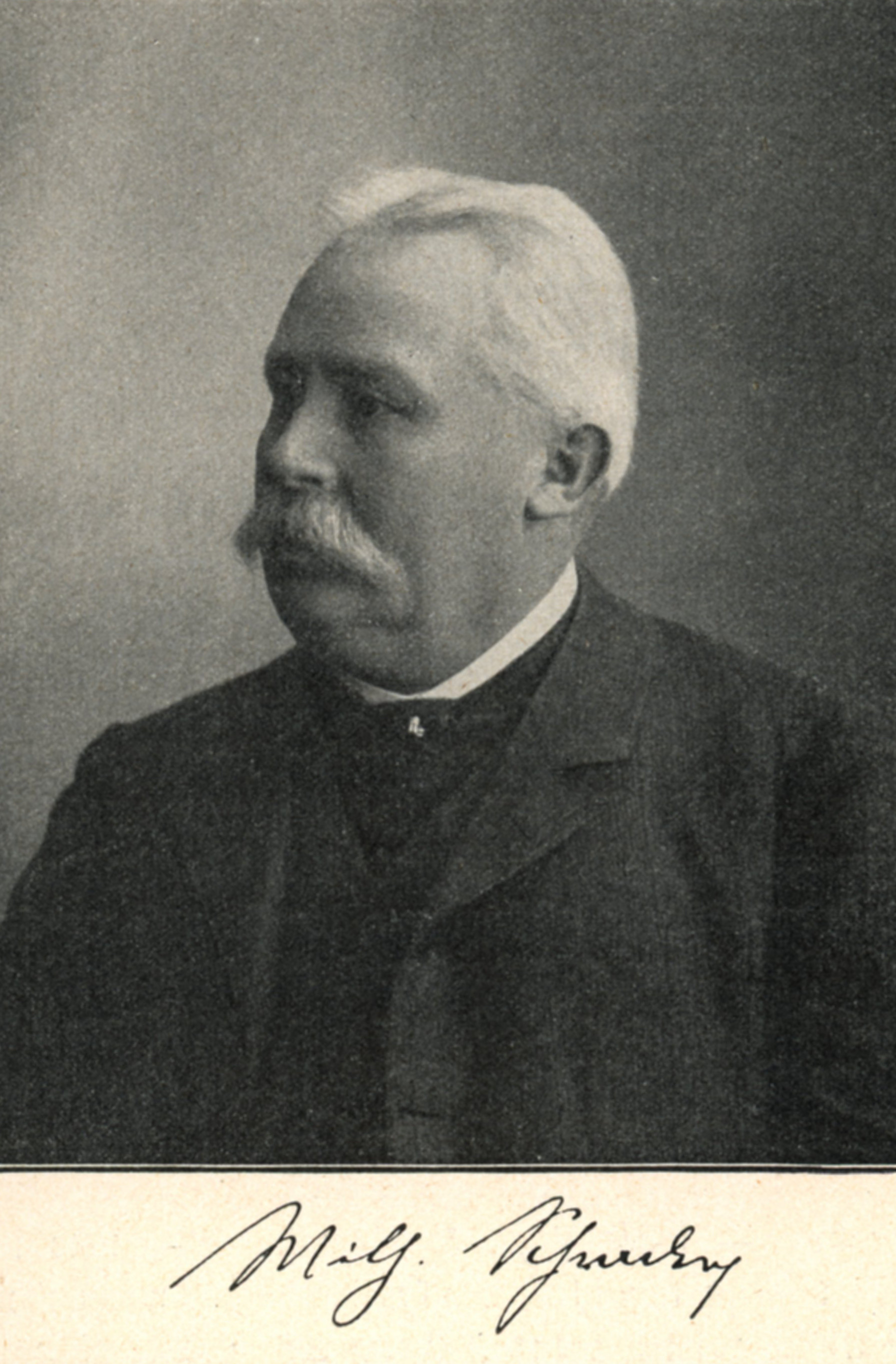
Wilhelm Schrader, um 1911

Georg Wilhelm Schrader (* 12. Januar 1847 in Neuenstein; † 31. Oktober 1914 in Ulm) war ein Zollbeamter und Hohenloher Heimat- und Mundartdichter. 

## Leben
Schraders Eltern waren Julius Schrader, Apotheker in Neuenstein, und Wilhelmine geb. Lindner von Crailsheim.

### Kindheit und Ausbildung
Als eines von sieben Kindern besuchte Schrader die Volksschule in Neuenstein und das Lyceum in Öhringen. Nach dem Landexamen in Stuttgart bezog er das Theologische Seminar Blaubeuren. 1866 schrieb er sich an der Universität Tübingen ein und belegte Jura und Finanzwissenschaften (Kameralistik). 1866 wurde er Mitglied des Corps Franconia Tübingen. 1870 bestand er die Erste Staatsprüfung zum Höheren Finanzdienst. Als er sich 1870 zum Krieg gegen Frankreich meldete, wurde er aus gesundheitlichen Gründen abgelehnt. Nach dem Referendariat in Göppingen erhielt er die erste Anstellung als Kameralbuchhalter in Tettnang. Hier heiratete er 1873 Franziska Laub von Dürmentingen. 1875 wurde er als berittener Grenzkontrolleur nach Langenargen, 1873 an die Hauptstaatskasse nach Stuttgart versetzt. Zur Tochter Berta kam ein Sohn Otto.

### Fränkischer Hebel
Freunde, die seine dichterische Begabung erkannt hatten, überredeten ihn, die Schriftleitung des Vetter aus Schwaben, einer literarisch-künstlerischen Wochenbeilage der Württembergischen Landeszeitung, zu übernehmen. Hier veröffentlichte Schrader die ersten Gedichte und Erzählungen, zumeist in hohenlohischer ostfränkischer Mundart. Auch die phantastischen Geschichten Bamm alte Gäwele erschienen hier zuerst und fanden begeisterte Liebhaber. 

„Hatte Johann Peter Hebel zu Beginn des Jahrhunderts die Alemannischen Gedichte geschrieben, so trug Schrader mit dem fränkischen Dialekt dazu bei, die Mundartdichtung als neue literarische Kunstform hoffähig zu machen. … Niemand nach Schrader machte eine bessere Werbung fürs Hohenloher Land, dessen liebenswerte Menschen und seinen köstlichen Wein.“

### Friedrichshafen und Ulm
1885 wurde Schrader Hauptzollverwalter in Friedrichshafen. Er zog in die Sommerresidenz des Königs Karl I. und seines Nachfolgers Wilhelm II., den er aus der Tübinger Studienzeit kannte. Der Erlös aus den Vorträgen und Lesungen diente karitativen oder künstlerischen Zwecken. Neben seiner Heimat Hohenlohe liebte Schrader das Schwäbische Oberland über alles.
Nachdem seine an Tuberkulose erkranke Frau gestorben war, übersiedelte Schrader mit seinen beiden Kindern 1895 nach Ulm, wo er zum Oberzollinspektor befördert und etwas später als Obersteuerrat mit der Leitung des Hauptzollamts betraut wurde. Zum 1. Juli 1914 wurde er pensioniert. Nur vier Monate später starb er.

## Ehrungen
- Jubiläumsmedaille in Silber für 25-jährige Diensttreue
- Friedrichs-Orden III. Klasse (zum 65. Geburtstag)
- Ehrenbürgerschaft von Neuenstein (11. Juli 1898)
- Anbringung einer Gedenktafel am Geburtshaus (1919)

## Schriften
- Bamm alte Gäwele, Luschtiche Hoheloher G’schichtlich und Gedichtlich vum Wilhelm Schrader, eme alte Naiestaaner. Stuttgart 1895. 3. Auflage 1901, 4. Auflage 1909.
- Aus em scheine Hohenlohe, em alte Gäwele serrer Haamet. Stuttgart 1897. 3. Auflage 1909.
- Was se der Houfgarte z’ Ahringe alles verzeihlt vum Wilhelm Schrader eme alte Naiestaaner. Heilbronn 1898.
- 1848, Ähringe und Naiestaan im Johr Achtevärzich. Luschtiche Hohenloher G’schichtlich und Gedichtlich. Vum Wilhelm Schrader, eme alte Naiestaaner. 1902.
- Der Straußenkrieg, 1514–1517, E’ Hohelohesche Erzeihling vum Wilhelm Schrader. Stuttgart, Berlin, Leipzig 1905.
- Bamm alte Gäwele und aus em scheine Hohelohe. Neuauflage einer verkürzten Zusammenfassung aller Werke in einer Volksausgabe. Mit Vorwort des Sohnes Otto Schrader und einem Vers der Tochter Bertha Reichold-Schrader. Oehringen 1937.
- Die schönste Hoheloher G’schichtlich vum alte Gäwele von Wilhelm Schrader eme alte Naiestaaner. Öhringen 1957. 2. Auflage 1967.
- Zum 50jährigen Doktor-Jubiläum des Geheimen Hofrats Dr. Moll in Tettnang am 2. Februar 1891 im Bären in Tettnang vorgetragen von Rechnungsrat Schrader in Friedrichshafen. Gedruckt auf Verlangen der Generalversammlung 1893. In: Schriften des Vereins für Geschichte des Bodensees und seiner Umgebung. Band 24, 1895, S. 231–234 Digitalisat